# Durand (condado de Pepin, Wisconsin)
Durand es un pueblo ubicado en el condado de Pepin en el estado estadounidense de Wisconsin. En el Censo de 2010 tenía una población de 742 habitantes y una densidad poblacional de 15,12 personas por km².

## Geografía
Durand se encuentra ubicado en las coordenadas 44°37′55″N 91°55′45″O / 44.63194, -91.92917. Según la Oficina del Censo de los Estados Unidos, Durand tiene una superficie total de 49.07 km², de la cual 47.57 km² corresponden a tierra firme y (3.07%) 1.5 km² es agua.

## Demografía
Según el censo de 2010, había 742 personas residiendo en Durand. La densidad de población era de 15,12 hab./km². De los 742 habitantes, Durand estaba compuesto por el 97.3% blancos, el 0.67% eran afroamericanos, el 0.4% eran amerindios, el 0.27% eran asiáticos, el 0% eran isleños del Pacífico, el 0.27% eran de otras razas y el 1.08% pertenecían a dos o más razas. Del total de la población el 0.94% eran hispanos o latinos de cualquier raza.